# Neorganella
Genre
Neorganella est un genre de collemboles de la famille des Brachystomellidae.

## Distribution
Les espèces de ce genre se rencontrent en Amérique du Sud.

## Liste des espèces
Selon Checklist of the Collembola of the World (version du 22 novembre 2019) :
- Neorganella nothofagutalis Rapoport & Rubio, 1963
- Neorganella rotundata Queiroz & de Mendonça, 2013

## Publication originale
- Rapoport & Rubio, 1963 : Fauna colembológica de Chile. Investigaciones Zoológicas Chilenas, vol. 9, p. 95–124.